# Louis-Marie Fontan
Louis-Marie Fontan, född den 4 november 1801, död den 10 oktober 1839, var en fransk skald.
Fontan skrev oden, epistlar och skådespel (Jeanne la folie med flera) liksom åtskilliga liberala tidningsartiklar. Hans mot Karl X riktade satir Le mouton enragé (1829), för vilken han dömdes till fängelse och höga böter, väckte på sin tid stort uppseende. Hans litterära verksamhet var präglad av skarp politisk tendens, vare sig den var journalistisk eller dramatisk.